# خبرچین (فیلم ۱۳۶۶)
خبرچین فیلمی به کارگردانی نصرالله زمردیان و نویسندگی سیروس تسلیمی محصول سال ۱۳۶۶ است.

## داستان فیلم
اصغر زاغی شاغل در تماشاخانه، در واقع با خبرچینی برای ساواک امرار معاش می‌کند. وی به‌طور تصادفی پی به مخفی گاه انقلابیون در همسایگی خود می‌ برد ولی هنگامیکه قصد لو دادن آن‌ها را دارد متوجه مهربانی و دلسوزی انقلابیون در حق خودش و زن و بچه بیمارش می‌شود. پس پشیمان شده و راه فرار آن‌ها را فراهم می‌کند و خودش هم نقل مکان می‌کند.

## بازیگران
- عزت‌الله مقبلی
- عنایت‌الله بخشی
- کاظم افرندنیا
- سیروس تسلیمی
- کتایون ریاحی
- اصغر قزلباش
- مهری ودادیان
- رضا شاد
- اردشیر سهرابی
- جعفر موسوی
- حسین گیتی
- حسن حقیقی
- اصغر فرهادمهر
- ولی مسکنی
- ابراهیم کاظم‌زاده
- حسین فیروزجانی
- اکبر رستگار
- حمید باقرزاده
- مهدی سپنج
- حسین شریفی‌فر
- نیاز سلیمی
- صمد مرحبا
- حسین حاج‌علی‌اکبر
- مسعود عربیان
- سید حسن مروج